# Makotřasy
Makotřasy jsou obec v okrese Kladno ve Středočeském kraji, devět kilometrů východně od Kladna, v sousedství památníku Lidice. Obec zaujímá rozlohu 4,33 km² a žije zde 534 obyvatel.

## Poloha
Ves se rozkládá v nadmořské výšce 298 až 325 metrů (střed 303 m) v otevřeném mělkém údolí po obou stranách Lidického potoka. Ze severovýchodní strany ji míjí dálnice D7 (Praha–Slaný), na západě sousedí s pietním územím vyhlazené vsi Lidice.

## Historie
Makotřasy jsou významnou archeologickou lokalitou. Při záchranném výzkumu v průběhu výstavby rychlostní silnice Praha–Slaný v roce 1961 byla východně od vsi na malé vyvýšenině nad soutokem Dolanského a Lidického potoka objevena eneolitická osada lidu nálevkovitých pohárů z období kolem roku 3 500 př. n. l. Pocházejí odtud nejstarší doklady zpracování kovů na českém území (čtyři do země zapuštěné okrouhlé pece, kusy mědi, měděné strusky a zlomek hliněného tavicího tyglíku). Bylo zjištěno ohrazení čtvercové plochy příkopem 1,4 metru hlubokým a až čtyři metry širokým. Objekt se stranou dlouhou 300 metrů měl nejasný účel, ale podle orientace některých stavebních detailů ve směru západ–východ se uvažuje o kultovně astronomické funkci.
Nejstarší písemná zmínka o Makotřasích v zemských deskách se vztahuje k roku 1318 (in Makotrzas). Počátkem 15. století náležela ves s tvrzí pražskému měšťanu Petrovi Meziříčskému, přednímu odpůrci husitů. Když na jaře 1420 táhli ozbrojení husitští měšťané ze Žatce, Loun a Slaného na pomoc Pražanům, zmocnili se Makotřas a upálili zde dva kněze. Při vyhlazení Lidic 10. června 1942 padlo za oběť i několik mužů bydlících v Makotřasech.

### Územněsprávní začlenění
Dějiny územněsprávního začleňování zahrnují období od roku 1850 do současnosti. V chronologickém přehledu je uvedena územně administrativní příslušnost obce v roce, kdy ke změně došlo:
- 1850 země česká, kraj Praha, politický okres Smíchov, soudní okres Unhošť[7]
- 1855 země česká, kraj Praha, soudní okres Unhošť[7]
- 1868 země česká, politický okres Smíchov, soudní okres Unhošť[7]
- 1893 země česká, politický okres Kladno, soudní okres Unhošť[8]
- 1939 země česká, Oberlandrat Kladno, politický okres Kladno, soudní okres Unhošť[9]
- 1942 země česká, Oberlandrat Praha, politický okres Kladno, soudní okres Unhošť[10]
- 1945 země česká, správní okres Kladno, soudní okres Unhošť[11]
- 1949 Pražský kraj, okres Kladno[12]
- 1960 Středočeský kraj, okres Kladno[13]

### Rok 1932
V obci Makotřasy (414 obyvatel) byly v roce 1932 evidovány tyto živnosti a obchody: cihelna, 3 hostince, kolář, kovář, mlýn, 2 obuvníci, 11 rolníků, 3 řezníci, 3 obchody se smíšeným zbožím, trafika.

## Přírodní poměry
Východním okrajem katastrálního území protéká Zákolanský potok, jehož koryto a břehy jsou chráněné jako přírodní památka Zákolanský potok.

## Doprava
- Silniční doprava – Centrem obce vede silnice III. třídy, spojující Makotřasy se sousedními obcemi Středokluky a Běloky, jakož i s níže uvedenou silnicí I/61. Katastr obce protínají dálnice D7 z Prahy do Chomutova s exitem 7 (pouze ve směru Praha, trvale uzavřen) a silnice I/61, která spojuje tuto rychlostní silnici s Kladnem.
- Železniční doprava – Železniční trať ani stanice na území města nejsou. Nejblíže obci je železniční stanice Středokluky ve vzdálenosti 4 km ležící na trati 121 z Hostivice do Podlešína.
- Autobusová doprava – V obci zastavovaly v září 2011 autobusové linky jedoucí do těchto cílů: Buštěhrad, Kladno, Praha, Středokluky, Tuchoměřice (dopravce ČSAD MHD Kladno).[15]

## Pamětihodnosti
- archeologická lokalita Makotřasy se sídlištěm z doby eneolitu a rozlehlým čtvercově ohrazeným kultovním místem, zřejmě astronomicky orientovaným
- Šestiboká kaple z první poloviny 19. století na západní straně návsi, s hranolovou zvonicí umístěnou na jehlancové střeše.[16] Jedná se o kulturní památku ČR od roku 1987.[17]
- Krucifix před kaplí
- Krucifix v jihovýchodní části obce při křižovatce ulic na výjezdu z obce směr Středokluky
- Pomník padlým v první světové válce na návsi
- Koníčkův mlýn

## V populární kultuře
- Obec byla zmíněna ve filmu Lotrando a Zubejda v souvislosti s místem původu Lotranda a jeho matky La Mad.

## Galerie

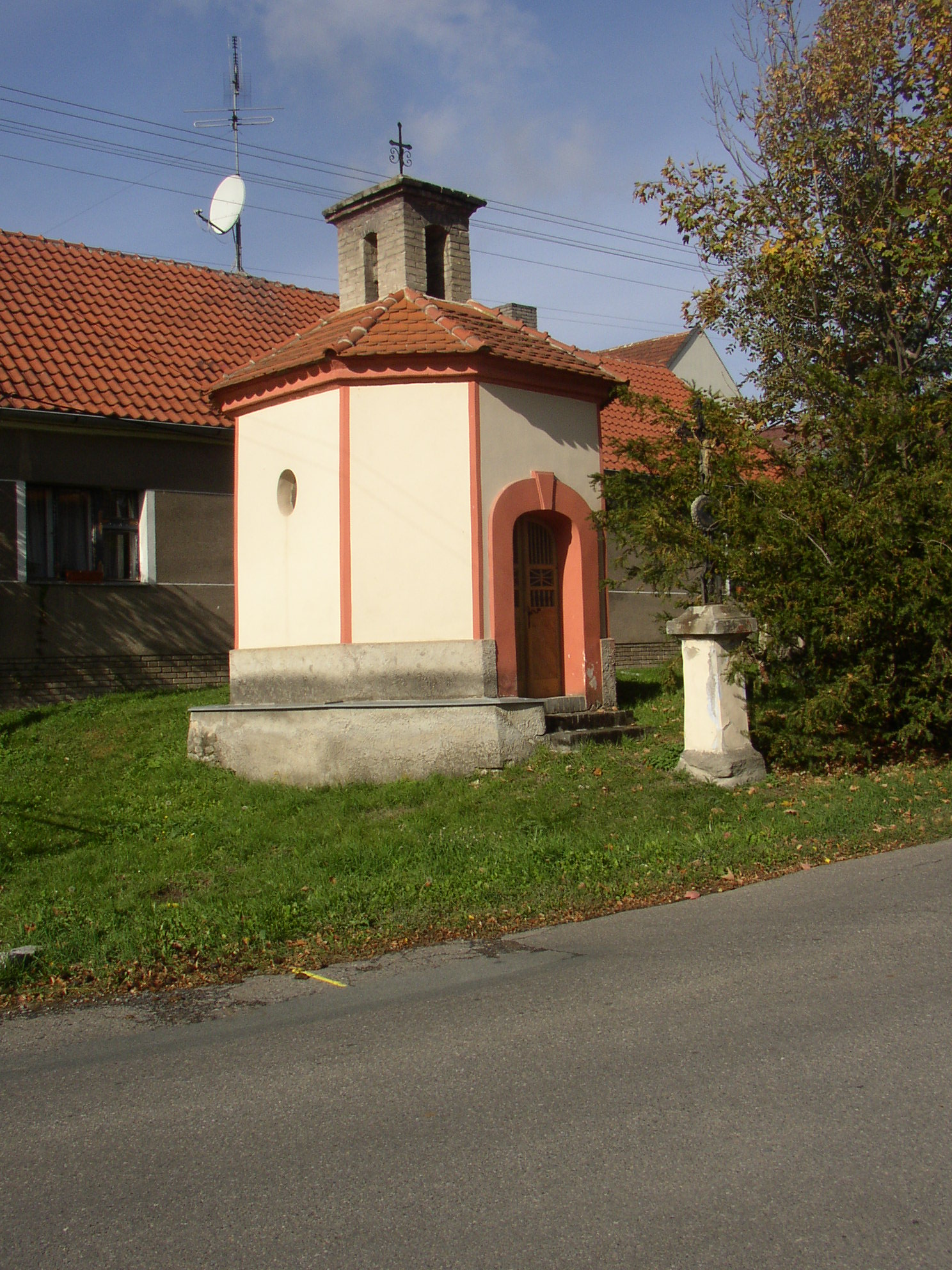
Kaplička
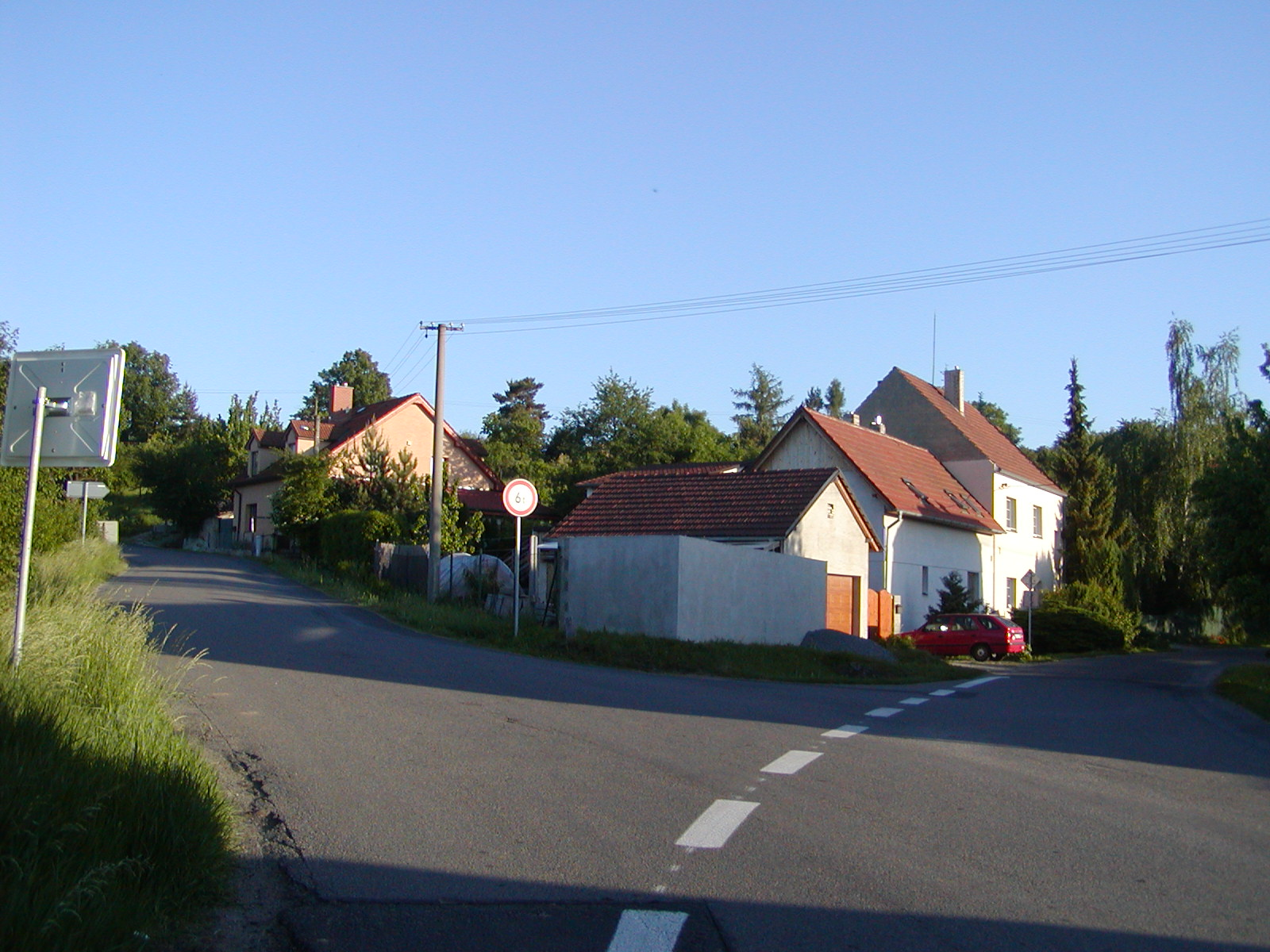
Rozcestí na Lidice a Hřebeč